# Liste der Baudenkmale in Wiesenburg/Mark
In der Liste der Baudenkmale in Wiesenburg/Mark sind alle Baudenkmale der brandenburgischen Gemeinde Wiesenburg/Mark und ihrer Ortsteile aufgelistet. Grundlage ist die Veröffentlichung der Landesdenkmalliste mit dem Stand vom 31. Dezember 2020. Die Bodendenkmale sind in der Liste der Bodendenkmale in Wiesenburg/Mark aufgeführt.

## Baudenkmale in den Ortsteilen
In den Spalten befinden sich folgende Informationen:
- ID-Nr.: Die Nummer wird vom Brandenburgischen Landesamt für Denkmalpflege vergeben. Ein Link hinter der Nummer führt zum Eintrag über das Denkmal in der Denkmaldatenbank. In dieser Spalte kann sich zusätzlich das Wort Wikidata befinden, der entsprechende Link führt zu Angaben zu diesem Denkmal bei Wikidata.
- Lage: die Adresse des Denkmales und die geographischen Koordinaten. Link zu einem Kartenansichtstool, um Koordinaten zu setzen. In der Kartenansicht sind Denkmale ohne Koordinaten mit einem roten beziehungsweise orangen Marker dargestellt und können in der Karte gesetzt werden. Denkmale ohne Bild sind mit einem blauen bzw. roten Marker gekennzeichnet, Denkmale mit Bild mit einem grünen beziehungsweise orangen Marker.
- Bezeichnung: Bezeichnung in den offiziellen Listen des Brandenburgischen Landesamtes für Denkmalpflege. Ein Link hinter der Bezeichnung führt zum Wikipedia-Artikel über das Denkmal.
- Beschreibung: die Beschreibung des Denkmales
- Bild: ein Bild des Denkmales und gegebenenfalls einen Link zu weiteren Fotos des Baudenkmals im Medienarchiv Wikimedia Commons

### Benken
| ID-Nr.   | Lage                        | Bezeichnung | Beschreibung | Bild           |
| -------- | --------------------------- | ----------- | --- | -------------- |
| 09190080 | Benkerner Dorfstraße (Lage) | Dorfkirche  | Die evangelische Kirche wurde in der ersten Hälfte des 13. Jahrhunderts erbaut. Es ist ein rechteckiger Saalbau aus Feldsteinen mit einem eingezogenen Chor. Im Westen der Kirche befindet sich ein Fachwerkdachreiter. Im Inneren befindet sich eine flache Decke und eine Westempore. Die Kanzel ist das der zweiten Hälfte des 17. Jahrhunderts. Weiter befindet sich in ein Kindergrabstein aus dem Jahr 1595. | weitere Bilder |
| 09190831 | Am Spring 1 (Lage)          | Jagdsitz    | | Jagdsitz       |

### Grubo
| ID-Nr.   | Lage                 | Bezeichnung | Beschreibung | Bild           |
| -------- | -------------------- | ----------- | --- | -------------- |
| 09190207 | Kirchplatz 11 (Lage) | Dorfkirche  | Die evangelische Kirche wurde in der ersten Hälfte des 13. Jahrhunderts erbaut. Der Saalbau hat einen eingezogenen Chor und eine fast gleich breite Apsis. Im Westen der Kirche befindet sich ein Dachturm mit Aufsatz und einer Schweifhaube. Im Inneren ein Altaraufsatz aus dem 17. Jahrhundert. Weiter befinden sich vier Schnitzfiguren von einem Altar aus dem Jahr 1430 in der Kirche. | weitere Bilder |

### Jeserig/Fläming
| ID-Nr.   | Lage                    | Bezeichnung   | Beschreibung | Bild          |
| -------- | ----------------------- | ------------- | --- | ------------- |
| 09190221 | Gruboer Straße (Lage)   | Dorfkirche    | Die evangelische Kirche ist ein Saalbau aus Feldsteinen. Der Chor ist rechteckig und eingezogen, die Apsis ist halbrund. Die Decke im Inneren ist flach, ein Chorbogen wurde entfernt. Die Glocke wurde im Jahre 1469 gegossen. | Dorfkirche    |
| 09190222 | Bahnhofsallee 3a (Lage) | Wohnstallhaus | | Wohnstallhaus |

### Klepzig
| ID-Nr.            | Lage                           | Bezeichnung                          | Beschreibung | Bild           |
| ----------------- | ------------------------------ | ------------------------------------ | --- | -------------- |
| 09190248 Wikidata | Klepziger Hauptstraße 8 (Lage) | Dorfkirche                           | Die evangelische Kirche wurde wahrscheinlich zum Ende des 15. Jahrhunderts aus Feldstein erbaut. Sie hat einen eingezogenen Chor und ein Westturm. Der Turm besteht aus einem Feldsteinsockel und einem Oberteil aus Backstein.                                | weitere Bilder |
| 09190827 Wikidata | Zehrensdorfer Straße 55 (Lage) | Vorwerk Raben (Wohnhaus mit Scheune) | Lage nahe der Zehrensdorfer Försterei in einem Waldgebiet, Wohnhaus und Vorwerk um 1800; das eingeschossige Wohnstallhaus ist massiv gebaut und verputzt, abgeschlossen mit einem Krüppelwalmdach; Stallteil und Scheunenteil sind aus Feldstein massiv gebaut | weitere Bilder |

### Lehnsdorf
| ID-Nr.            | Lage   | Bezeichnung | Beschreibung | Bild           |
| ----------------- | ------ | ----------- | --- | -------------- |
| 09190267 Wikidata | (Lage) | Dorfkirche  | Die evangelische Kirche stammt im Ursprung aus der ersten Hälfte des 13. Jahrhunderts. Der Dachturm ist verschiefert und wurde 1862 erbaut. Im Inneren befindet sich eine Altarwand mit Kanzelaltar aus dem 19. Jahrhundert, dabei wurden Teile aus dem 18. Jahrhundert verwendet. | weitere Bilder |

### Mahlsdorf
| ID-Nr.   | Lage               | Bezeichnung                    | Beschreibung | Bild |
| -------- | ------------------ | ------------------------------ | --- | ---- |
| 09191313 | Mahlsdorf 1 (Lage) | Herrenhaus                     | Das Herrenhaus wurde 1780 erbaut, nach 1846 wurde es umgebaut und eine Loggia angebaut. Im Jahre 1903 brannte es im Haus, es musste renoviert werden. | BW   |
| 09190367 | Mahlsdorf 1 (Lage) | Parkanlage                     | | BW   |
| 09190368 | Mahlsdorf 2 (Lage) | Gärtnerhaus, in der Parkanlage | | BW   |

### Medewitz
| ID-Nr.   | Lage                            | Bezeichnung                                                 | Beschreibung | Bild           |
| -------- | ------------------------------- | ----------------------------------------------------------- | --- | -------------- |
| 09191059 | Bahnhofstraße 106 (Lage)        | Bahnhof Medewitz mit umgebener Pflasterung und Nebengebäude | | weitere Bilder |
| 09190288 | Medewitzer Dorfstraße 26 (Lage) | Dorfkirche                                                  | Die evangelische Kirche wurde 1713 erbaut. Die Ausstattung im Inneren stammt aus der Bauzeit. Die achteckige Sandsteintaufe stammt aus dem Jahr 1701. | weitere Bilder |

### Medewitzerhütten
| ID-Nr.   | Lage                      | Bezeichnung | Beschreibung | Bild           |
| -------- | ------------------------- | ----------- | --- | -------------- |
| 09190289 | Zum Jagdschloss 65 (Lage) | Jagdschloss | Das ehemalige Jagdschloss wurde 1914 im neubarocken Stil erbaut. Es ist ein eingeschossiger Bau mit hohen Mansarddach. Zum Hof hin befindet sich ein halbrunder, vorspringender Mittelteil, dabei ist ein Freitreppe. An der Rückseite befinden sich zwei Stummelflügel. | weitere Bilder |

### Mützdorf
| ID-Nr.            | Lage                | Bezeichnung                           | Beschreibung | Bild           |
| ----------------- | ------------------- | ------------------------------------- | --- | -------------- |
| 09190731 Wikidata | Mützdorf 31b (Lage) | Dorfkirche mit Kriegerdenkmal 1914/18 | Kirche und Kriegerdenkmal befinden sich am Nordostrand des weitläufigen Dorfangers. Die neoromanische Saalkirche wurde 1872 in Ziegelbauweise errichtet. | weitere Bilder |

### Neuehütten
| ID-Nr.   | Lage   | Bezeichnung                                | Beschreibung | Bild |
| -------- | ------ | ------------------------------------------ | ------------ | ---- |
| 09190301 | (Lage) | Wüste Kirche Elsholz, im Mahlsdorfer Forst |              | BW   |

### Reetz
| ID-Nr.   | Lage                      | Bezeichnung                                                                        | Beschreibung | Bild           |
| -------- | ------------------------- | ---------------------------------------------------------------------------------- | --- | -------------- |
| 09190366 | Belziger Straße 24 (Lage) | Ringofen, auf dem Gelände der ehemaligen Ziegelei an der Straße nach Reetzerhütten | | weitere Bilder |
| 09190365 | Lindenplatz (Lage)        | Dorfkirche                                                                         | Die evangelische Dorfkirche wurde in der ersten Hälfte des 13. Jahrhunderts erbaut. Es ist ein Saalbau aus Feldsteinen mit einem Chor und einem Westturm. Die Kirche wurde von 1904 bis 1905 renoviert. Im Inneren eine Kanzel aus dem 17. Jahrhundert. | weitere Bilder |

### Reetzerhütten
| ID-Nr.   | Lage                 | Bezeichnung                                                                                 | Beschreibung                                                                                        | Bild                                                                                        |
| -------- | -------------------- | ------------------------------------------------------------------------------------------- | --------------------------------------------------------------------------------------------------- | ------------------------------------------------------------------------------------------- |
| 09191520 | Am Bahnhof 18 (Lage) | Forstgehöft (Försterei Tränkeberg), bestehend aus Wohnhaus, Wirtschaftsgebäude und Schuppen | Das Forsthaus unweit des Bahnhofs Wiesenburg ist ein um 1890 entstandener Ziegelbau mit Satteldach. | Forstgehöft (Försterei Tränkeberg), bestehend aus Wohnhaus, Wirtschaftsgebäude und Schuppen |

### Reppinichen
| ID-Nr.   | Lage                 | Bezeichnung | Beschreibung | Bild           |
| -------- | -------------------- | ----------- | --- | -------------- |
| 09190835 | Dorfstraße 50 (Lage) | Dorfkirche  | Die Dorfkirche entstand um 1500, wurde nach einem Brand 1703 wiederaufgebaut und um 1900 umgebaut. Aus dieser Zeit stammt auch die Jugendstildecke im Inneren. | weitere Bilder |

### Schlamau
| ID-Nr.   | Lage                | Bezeichnung | Beschreibung | Bild           |
| -------- | ------------------- | ----------- | --- | -------------- |
| 09190382 | Schlamau 22a (Lage) | Dorfkirche  | Die evangelische Dorfkirche wurde in der ersten Hälfte des 13. Jahrhunderts erbaut. Es ist ein Bau aus Feldsteinen mit eingezogenen Chor und Apsis. Im Jahre 1701 wurde die Kirche umgebaut, Dabei wurde das Dach geändert und die Kirche erhielt einen Dachreiter. Aus der Hufeisenempore wurde 1960 eine Westempore. | weitere Bilder |

### Schmerwitz
| ID-Nr.   | Lage                           | Bezeichnung | Beschreibung | Bild                                         |
| -------- | ------------------------------ | --- | --- | -------------------------------------------- |
| 09190584 | Schmerwitz (Lage)              | Gutsanlage, bestehend aus Herrenhaus mit Aulaanbau und Gästehäusern, Gutskirche Schmerwitz, Wirtschaftshof mit Verwalterhaus, Kuhstall, Pferdestall, Scheune, alter Scheune, Schweinestall, Ochsenstall und Spritzenhaus | Die Anlage entstand 1736 für Carl Friedrich Brand von Lindau; die Gutskirche 1898. Südlich des Herrenhauses befindet sich das ehemals von einem SED-Schulungszentrum genutzte Hörsaalgebäude. Das Verwalterhaus wurde 1870/1871 als Putzbau errichtet. | weitere Bilder                               |
| 09190585 | Schmerwitz 19-25, 27-33 (Lage) | Landarbeitersiedlung | Die Siedlung entstand zwischen 1950 und 1956. | weitere Bilder                               |
| 09190966 | Schmerwitz 18 (Lage)           | Gutsarbeiter-Wohnhaus mit Wirtschaftsgebäude | Das Haus ist ein langstreckter eingeschossiger Bau mit 13 Achsen. | Gutsarbeiter-Wohnhaus mit Wirtschaftsgebäude |

### Steindorf
| ID-Nr.   | Lage               | Bezeichnung | Beschreibung | Bild |
| -------- | ------------------ | ----------- | ------------ | ---- |
| 09191052 | Steindorf 3 (Lage) | Schafstall  |              | BW   |

### Wiesenburg
| ID-Nr.   | Lage                                                                 | Bezeichnung | Beschreibung | Bild                              |
| -------- | -------------------------------------------------------------------- | --- | --- | --------------------------------- |
| 09190526 | Am Bahnhof 34, 41 (Lage)                                             | Bahnhof, bestehend aus Hauptgebäude, Güterschuppen mit Verladerampe und Draisinengleis, Bahnsteigüberdachung, Toilettenhaus, Waagehäuschen und Bahnbediensteten-Wohnhaus mit Hofgebäude (Nr. 41) sowie zwei Stellwerken (Wo und Ww) | Der Bahnhof ging 1879 in Betrieb und besitzt ein praktisch unverändert erhaltenes Empfangsgebäude aus der Eröffnungszeit der Station. Die beiden denkmalgeschützten Stellwerke und der Mittelbahnsteig mit seinem charakteristischen Bahnsteigdach entstanden im Zuge der Erweiterung des Bahnhofs Anfang der 1920er Jahre. | weitere Bilder                    |
| 09190531 | Am Hesselberg 3 (Lage)                                               | Scheune | | Scheune                           |
| 09191030 | Friedrich-Ebert-Straße 21 (Lage)                                     | Orangerie (Rossmühle) | | Orangerie (Rossmühle)             |
| 09190958 | Friedrich-Ebert-Straße 24 (Lage)                                     | Wohnhaus | | Wohnhaus                          |
| 09190532 | Görzker Straße 50 (Lage)                                             | Wohnhaus | | Wohnhaus                          |
| 09190528 | Hermann-Boßdorf-Straße 4 (Lage)                                      | Wohnhaus | | Wohnhaus                          |
| 09190529 | Hermann-Boßdorf-Straße 31 (Lage)                                     | Wohnhaus | | Wohnhaus                          |
| 09191027 | Hermann-Boßdorf-Straße 34 (Lage)                                     | Wohnhaus | | Wohnhaus                          |
| 09190530 | Hermann-Boßdorf-Straße 37 (Lage)                                     | Wohnstallhaus | | Wohnstallhaus                     |
| 09190524 | Kirchstraße (Lage)                                                   | Kirche | Die evangelische Kirche wurde in der ersten Hälfte des 13. Jahrhunderts erbaut. Im Jahre 1769 wurde die Kirche umgebaut. 1879 kam der neuromanische Turm hinzu. Im Inneren befindet sich ein Altaraufsatz aus dem Jahre 1561/1562. Das Triptychon ist aus Sandstein und hat ein Predella und ein Ädikula-Aufsatz.           | weitere Bilder                    |
| 09190533 | Kirchstraße 1 (Lage)                                                 | Wohnhaus | | Wohnhaus                          |
| 09190535 | Kirchstraße 1 (Lage)                                                 | Boßdorf-Gedenkstein, vor dem Haus | | Boßdorf-Gedenkstein, vor dem Haus |
| 09191038 | Neuehüttener Straße 1 / Friedrich-Ebert-Straße / Am Postplatz (Lage) | Schlossbrauerei | Die Brauerei wurde 1864 als Gutsbrauerei gegründet und war bis 1994 in Betrieb. Die Gebäude stehen mittlerweile leer. (Stand 2016) | weitere Bilder                    |
| 09190536 | Parkstraße 4 ()                                                      | Gedenkstein für Hanno Günther, an der Schule | | ein Bild hochladen                |
| 09190537 | Schlamauer Straße ()                                                 | Grabstelle für polnische Zwangsarbeiter, auf dem Friedhof | | ein Bild hochladen                |
| 09191616 | Schlamauer Straße 13 a (Lage)                                        | Wasserturm | | Wasserturm                        |
| 09190525 | Schlossstraße 1, 1a-b, 2 (Lage)                                      | Schloss mit Vorschloss und Wirtschaftshof | Das Schloss liegt etwas südlich des Ortes. Das Schloss geht auf eine Anlage aus dem 12. / 13. Jahrhundert zurück. Das Vorschloss liegt östlich des Schlosses und stammt im Kern aus dem Jahr 1682. | weitere Bilder                    |
| 09190002 | Schlossstraße 1a (Lage)                                              | Schlosspark mit Pavillon | Der Schlosspark ist ein Landschaftspark mit Teichen und seltenen Baumarten. Im 18. Jahrhundert bestand hier ein Wildgehege, daraus entstand der Landschaftspark ab dem Jahr 1830. Im Nordwesten des Parkes befindet sich der achteckige Pavillon mit einem Zeltdach.                                                        | weitere Bilder                    |